# Dubenkî, Monastîrîska
Dubenkî (în ucraineană Дубенки) este o comună în raionul Monastîrîska, regiunea Ternopil, Ucraina, formată numai din satul de reședință.

## Demografie
Componența lingvistică a comunei Dubenkî
     Ucraineană (100%)
Conform recensământului din 2001, toată populația comunei Dubenkî era vorbitoare de ucraineană (100%).